# دونالد رويال
دونالد رويال (بالإنجليزية: Donald Royal)‏ مواليد 22 مايو 1966 في نيو أورلينز، هو لاعب كرة سلة أمريكي سابق. بدأ مسيرته الاحترافية في سنة 1987. تم اختياره من قبل فريق كليفلاند كافالييرز خلال الدرافت. يبلغ طوله 6 قدم 8 بوصة (2.0 م). اعتزل اللعب في 1998. أحرز خلال مسيرته في الإن بي إيه 3151 نقطة بمعدل 6.3 نقاط في المباراة الواحدة.

## المسيرة الاحترافية
لعب مع مينيسوتا تمبر ولفز في موسم 1989–1990، ثم لعب مع مكابي تل أبيب لكرة السلة في موسم 1990–1991، ثم لعب مع سان أنطونيو سبرز في موسم 1991–1992، ثم لعب مع أورلاندو ماجيك من سنة 1992 إلى 1997، ثم لعب مع غولدن ستايت ووريورز في موسم 1996–1997، ثم لعب مع شارلوت هورنتس في سنة 1997.

## روابط خارجية
- دونالد رويال على موقع إن بي أي (الإنجليزية)
- دونالد رويال على موقع سبورتس رفرنس (الإنجليزية)
- دونالد رويال على موقع كرة السلة الأوروبية.كوم (الإنجليزية)
- دونالد رويال على موقع كلية كرة السلة في سبورتس رفرنس.كوم (الإنجليزية)
- دونالد رويال على موقع ريلجم (الإنجليزية)
- دونالد رويال على موقع بروبوليرز (الإنجليزية)